# 新庄みそ
新庄みそ株式会社（しんじょうみそ）は、広島県広島市西区に本社を置く、味噌を中心とした日本の調味料メーカーである。キャッチコピーは「おいしさが身上です」。

## 事業所
本社
- 広島県広島市西区三篠町3丁目12-23

吉田工場
- 広島県安芸高田市吉田町長屋1384

東京営業所
- 東京都府中市四谷1丁目38-1-201

大阪営業所
- 大阪府大阪市鶴見区今津南1丁目2-3-103

## 沿革
公式ウェブサイトより
- 1923年（大正12年）6月 初代、山本万吉味噌製造を始める
- 1937年（昭和12年） 陸軍に味噌の納入開始
- 1945年（昭和20年）8月6日 原子爆弾で焼失
- 1947年（昭和22年） 焼土の中に第一棟を建て再建の第一歩を踏み出す
- 1951年（昭和26年） 有限会社山本味噌工場を設立する。社長に山本芳人就任
- 1961年（昭和36年） ゴールデン新庄みそ新発売
- 1962年（昭和37年）4月 新庄味噌醸造株式会社に改組。大阪営業所を新設
- 1965年（昭和40年）11月 広島県食品品評会みその部で県知事賞を受賞、広島市食品衛生協会より表彰状を頂く
- 1966年（昭和41年）11月 三篠新工場完成
- 1967年（昭和42年）5月 大阪市長より公設市場創設50周年にあたり感謝状を頂く
- 1968年（昭和43年）8月 高松宮夫妻が工場見学
- 1972年（昭和47年）8月 広島県高田郡八千代町に約6000坪の工場用地を入手。1973年度より吉田新工場建設に着手
- 1974年（昭和49年） 吉田工場、第一期工事完成
- 1975年（昭和50年）12月 農林大臣賞受賞
- 1976年（昭和51年）12月 2年連続で農林大臣賞を受賞
- 1980年（昭和55年）11月 全味工連会長賞受賞、麦みその部
- 1981年（昭和56年）3月 食品衛生管理モデル工場賞受賞
- 1982年（昭和57年）7月 新庄フーズ(株)設立（資本金600万円）
- 1984年（昭和59年）11月 自動醗酵搬送システム完成
- 1985年（昭和60年）1月 1984年度広島県食品品評会みその部で農林水産大臣賞を受賞
- 1985年（昭和60年）4月 社名を新庄みそ株式会社に改組。社長に山本弘樹就任
- 1986年（昭和61年）11月 全国みそ工業協同組合白みそ部門で連合会会長賞受賞
- 1991年（平成3年）4月 東京営業所開設。新社屋完成（新事務所移転）
- 1998年（平成10年）11月 第41回全国味噌鑑評会白みそ部門で農林水産大臣賞受賞
- 1999年（平成11年）11月 第42回全国味噌鑑評会麦みそ部門で食糧庁長官賞受賞
- 2000年（平成12年）11月 ホームページ開設。第43回全国味噌鑑評会白みそ部門で農林水産大臣賞受賞
- 2007年（平成19年）11月 第50回全国味噌鑑評会白みそ部門で農林水産大臣賞受賞
- 2018年（平成30年）3月  広島県食品自主衛生管理認証制度取得
- 2018年 (平成30年) 4月  山本弘樹が代表取締役会長に就任、 山本美香が代表取締役社長に就任
- 2019年 (令和元年) 11月  第16回ひろしまグッドデザイン賞奨励賞受賞
- 2021年 (令和3年) 3月 IS022000認証取得
- 2023年 (令和5年) 6月 創業100周年

## 主な商品

### 味噌
- ゴールデン新庄みそ
- 白みそ
- かきだし入りみそ
- 減塩生みそ
- 無添加みそ
- 即席カップみそ汁
- 即席みそ汁

### 調理味噌
- 酢みそ
- からし酢みそ
- もろみ
- いりこみそ
- 金山寺みそ
- 鯛みそ

### その他調味料
- 塩麹
- 醤油麹
- 米麹
- 甘酒